# Attaque contre l'ambassade américaine à Beyrouth

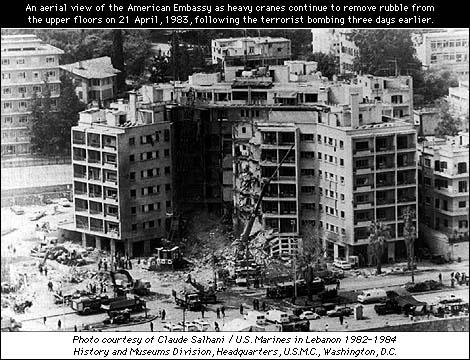
Vue de l'ambassade américaine 3 jours après l'attentat.

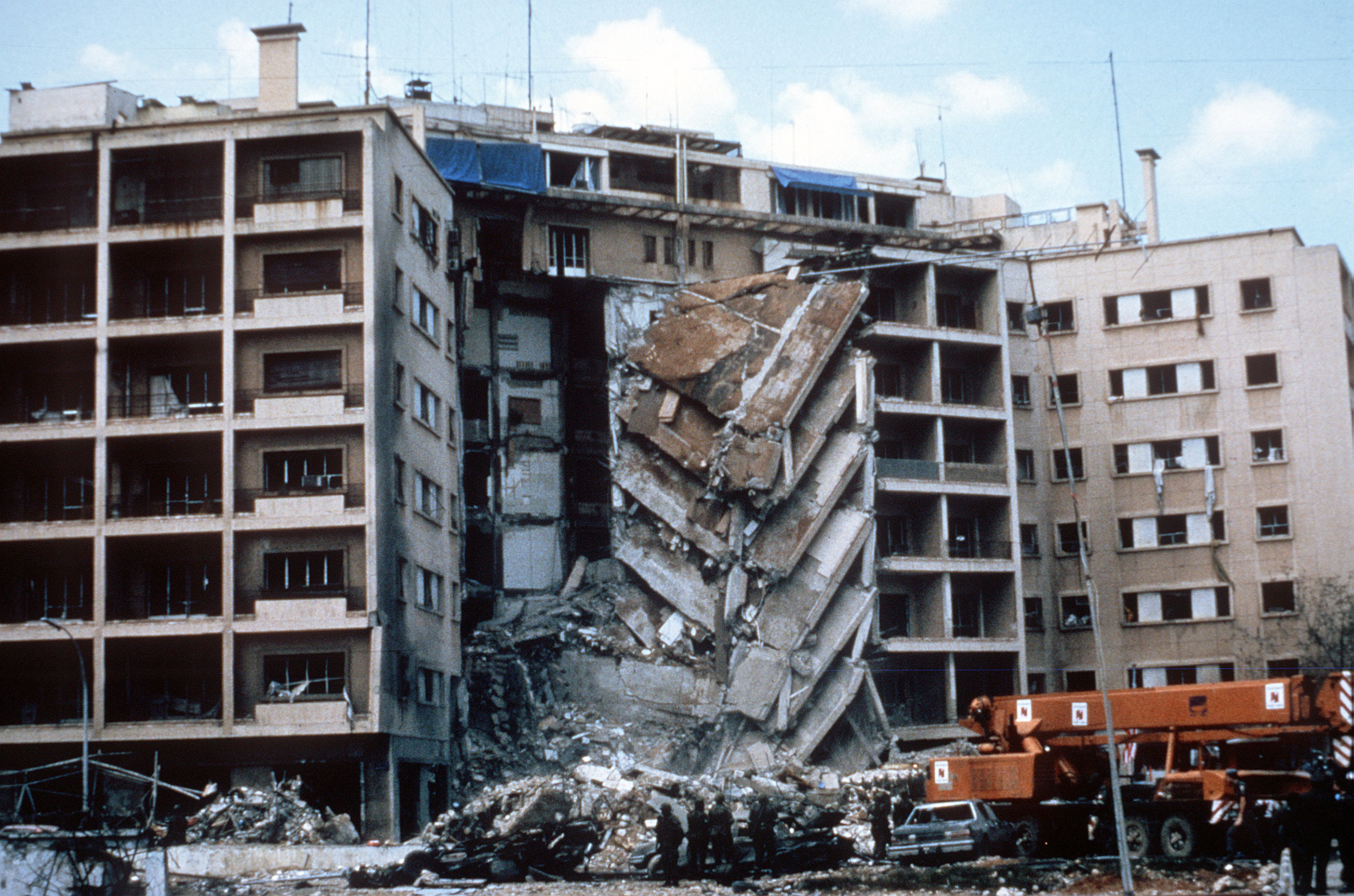
Étages effondrés du bâtiment de l'ambassade.

C'est le 18 avril 1983, alors que le Liban était dans une trêve durant la guerre du Liban, que s'est produit un attentat contre l'ambassade américaine à Beyrouth. À 13 heures et 3 minutes exactement, un pick-up chargé d'environ 900 kg d'explosifs s'écrasa contre la porte de l'ambassade située avenue de Paris. La puissance de déflagration est telle que l'onde de choc se propage à plusieurs kilomètres à la ronde. Selon le récit fait par Robert Baer, les navires américains au large du Liban furent même secoués par le souffle de l'explosion.

## Bilan
Le bilan fut lourd : 63 personnes furent tuées, dont 17 Américains — parmi eux huit officiers de la CIA dont le chef de la division Moyen-Orient, Robert Ames, le directeur adjoint de l'Agence des États-Unis pour le développement international et plusieurs Marines de la garde —, 32 employés libanais et 14 visiteurs ; environ 120 autres personnes furent blessées.
| Nationalité | Morts | Blessés | Total |
| ----------- | ----- | ------- | ----- |
| Liban       | 32    | 0       | 32    |
| États-Unis  | 17    | 0       | 17    |
| Non précisé | 14    | 120     | 134   |
| Total       | 63    | 120     | 183   |

## Enquêtes
Les enquêtes qui suivirent n'ont pas pu véritablement trouver le commanditaire de cet attentat, revendiqué par le jihad islamique, même si une branche du Fatah, sous les ordres de Téhéran, fut accusée. En effet, dans ses mémoires, Robert Baer accuse l'Iran d'être derrière l'organisation du djihad islamique et que celle-ci ne serait qu'une marionnette que l'Iran utilise pour mener une guerre terroriste à l'encontre des États-Unis. Selon son enquête personnelle, le commanditaire de cet attentat serait Imad Moughniyah, un important membre du Hezbollah.
Les premiers à intervenir peu après l'attentat furent les soldats français du 2e régiment d'infanterie de marine, membre de la 9e division d'infanterie de marine, renforçant grâce à cela les relations entre les États-Unis et la France.